# Amahuaka angustula
Amahuaka angustula är en insektsart som beskrevs av Fowler 1900. Amahuaka angustula ingår i släktet Amahuaka och familjen dvärgstritar. Utöver nominatformen finns också underarten A. a. fowleri.